# Yanbi Xiang
Yanbi Xiang (kinesiska: 岩比, 岩比乡) är en socken i Kina. Den ligger i den autonoma regionen Tibet, i den sydvästra delen av landet, omkring 760 kilometer öster om regionhuvudstaden Lhasa. Antalet invånare är 3852. Befolkningen består av 1 909 kvinnor och 1 943 män. Barn under 15 år utgör 23,0 %, vuxna 15-64 år 69 %, och äldre över 65 år 6,0 %.
Genomsnittlig årsnederbörd är 832 millimeter. Den regnigaste månaden är juli, med i genomsnitt 190 mm nederbörd, och den torraste är december, med 2 mm nederbörd.